# Libéral d'Altino
Pour les articles homonymes, voir Altino (homonymie).
Libéral d'Altino (début du Ve siècle, Altino - 27 avril 437, Ammiana, selon la tradition), est une personnalité chrétienne élevé au rang de saint par l'Église catholique. Il est connu pour avoir lutté contre les ariens et pour avoir contribué à leurs conversion.

## Légende hagiographique
La légende (au sens étymologique de "ce qu'il faut lire") de Libéral fut mise par écrit au Xe siècle, comportant des éléments également présents chez d'autres saints. Selon cette légende, San Liberale est né dans une famille noble de cavaliers. Il fut élevé dans la foi chrétienne par Héliodore d'Altino. Il choisit d'aider les pauvres et les malades, d'assister à toutes les messes et, selon la légende, de ne manger que le dimanche lors de la communion. Dans une époque où le christianisme est encore minoritaire, Libéral défend les valeurs qu'il a apprise pour se défendre contre les païens et convertir les ariens.
Héliodore cède sa place à Ambrogio à cause des attaques répétées des païens et des hérétiques et se retire sur une île de la lagune pour devenir ermite. Doutant de la capacité du nouveau vicaire à faire opposition aux hérétiques et aux ariens, Libéral décida de retrouver Héliodore pour le ramener à Altino. Cependant, il voulut avoir l'aide du Seigneur dans cette action. Il alla donc prier dans la cathédrale où il s'endormit. Dans son rêve lui apparut un ange qui l'encouragea dans sa décision et lui annonça que sa mort était proche. Voyant ce rêve comme un signe, il alla à Caltrazio (Ammiana) dans l'église dédiée à saint Laurent. Il continua de rechercher son maître mais, sans le trouver, il décida de se tourner vers une vie d'ermite. Il mourut de maladie en 437 alors qu'Héliodore était encore ermite dans une des îles de la lagune. Libéral, directement considéré comme un saint, fut alors enterré à Caltrazio dans l'île de la Motta di San Lorenzo.

## Reliques

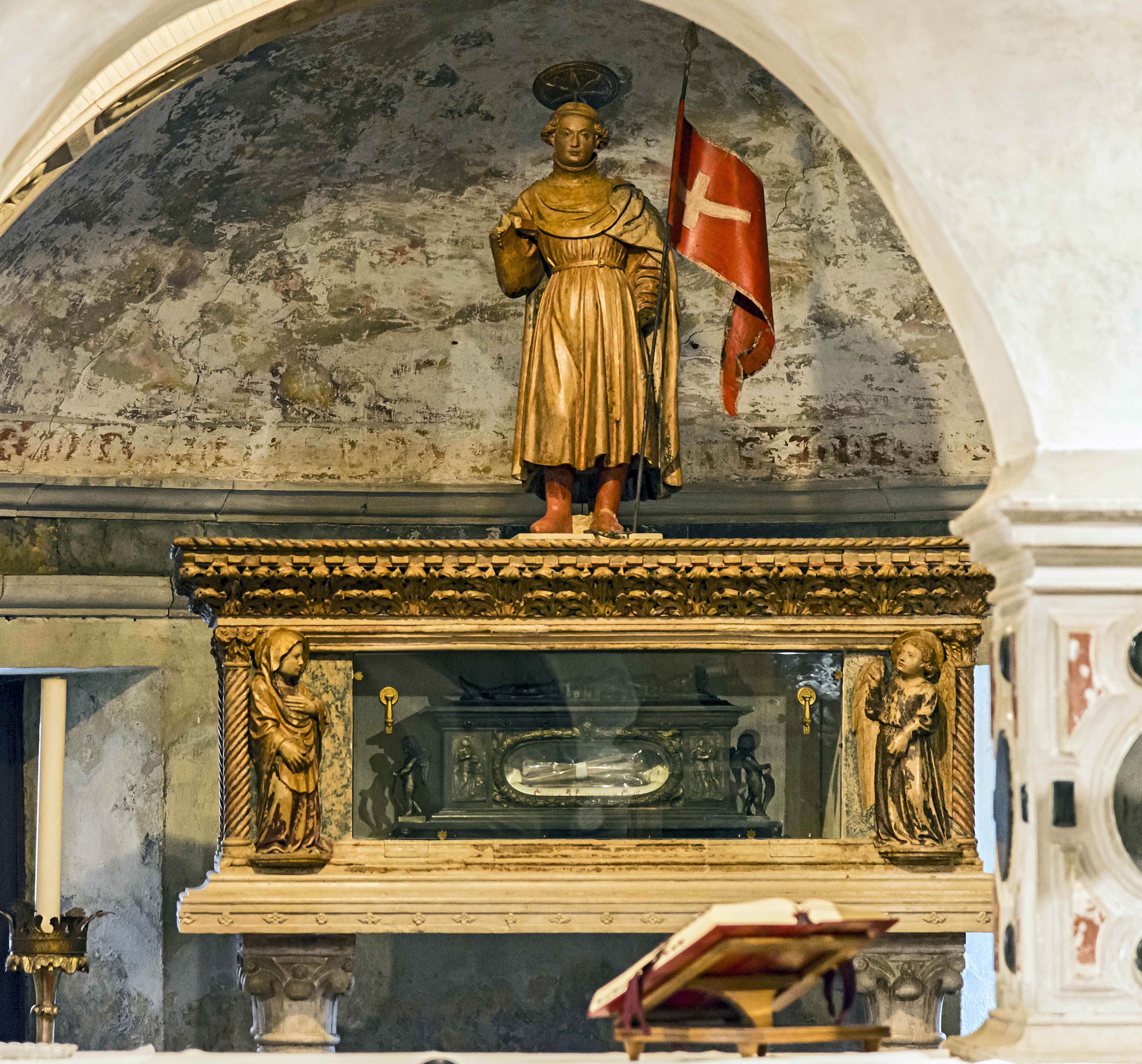
Reliquaire de san Liberale.

Les reliques de Libéral d'Altino furent déplacées par les habitants d'Altino dans la crypte de la cathédrale de Trévise sous la crainte de l'invasion des Huns en 452 et plus tard avec l'invasion des Lombards. Les habitants d'Altino ayant trouvé refuge, ils ne sont plus partie et le corps de saint Libéral est resté à Trévise.
Cependant certaines de ses reliques furent probablement déplacées en 639 dans la cathédrale de 
Torcello avec celles de Theonistus, Tabra, et Tabratha (it).
Le culte de saint Libéral resta toujours ancré dans la province de Trévise comme le prouvent des documents datant de 1082. Au cours du XIIe siècle, il fut nommé patron de la ville et de la cathédrale avec saint Paul et saint Pierre. En 1195, lorsque les habitants de Trévise construisirent Castelfranco Veneto, ils attribuèrent saint Libéral comme patron. Des archives de 1360 ou 1365 ont été retrouvées mentionnant la création de la confrérie de saint Libéral fondée par Henri de Trévise.

## Remarques
M. Lenain de Tillemont critique dans son livre le fait que Libéral ait bien vécu à cette époque. En effet, le fait qu'Héliodore de Trévise soit encore en vie à la mort de Libéral est hautement improbable. Comme le soutient la légende, Libéral et Héliodore ont combattu contre les ariens qui seraient composés entre autres de Goths et autres barbares. Ces derniers n'ont pourtant attaqué l'Italie qu'à partir de 401, or Héliodore est mort cette même année. Libéral ne peut alors être mort du vivant de son maître.
Selon la légende, Libéral mourut de maladie, pour certains ce sont les ariens qui sont à l'origine de sa mort où il est considéré comme un martyr.

## Présence dans l'Art
On reconnaît Libéral d'Altino par ses traits de chevaliers, soit par sa tenue de soldat romain et de la possession du symbole de Trévise dans ses bras, soit une croix blanche sur fond rouge.

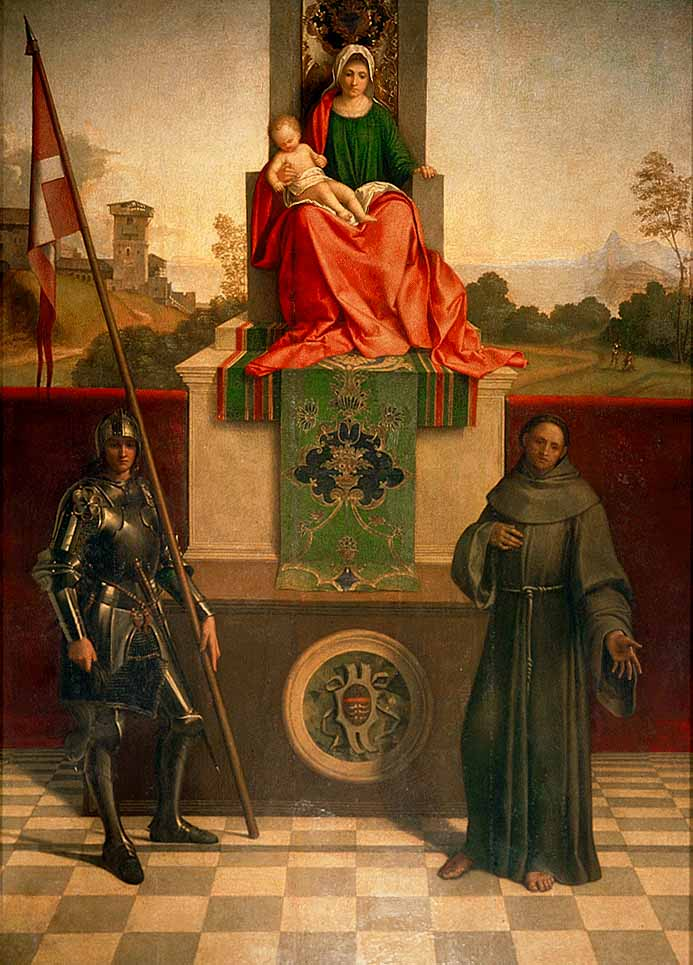
Giorgione, La Madone et l'Enfant entre saint François et saint Libéral (Madone de Castelfranco), v. 1503.
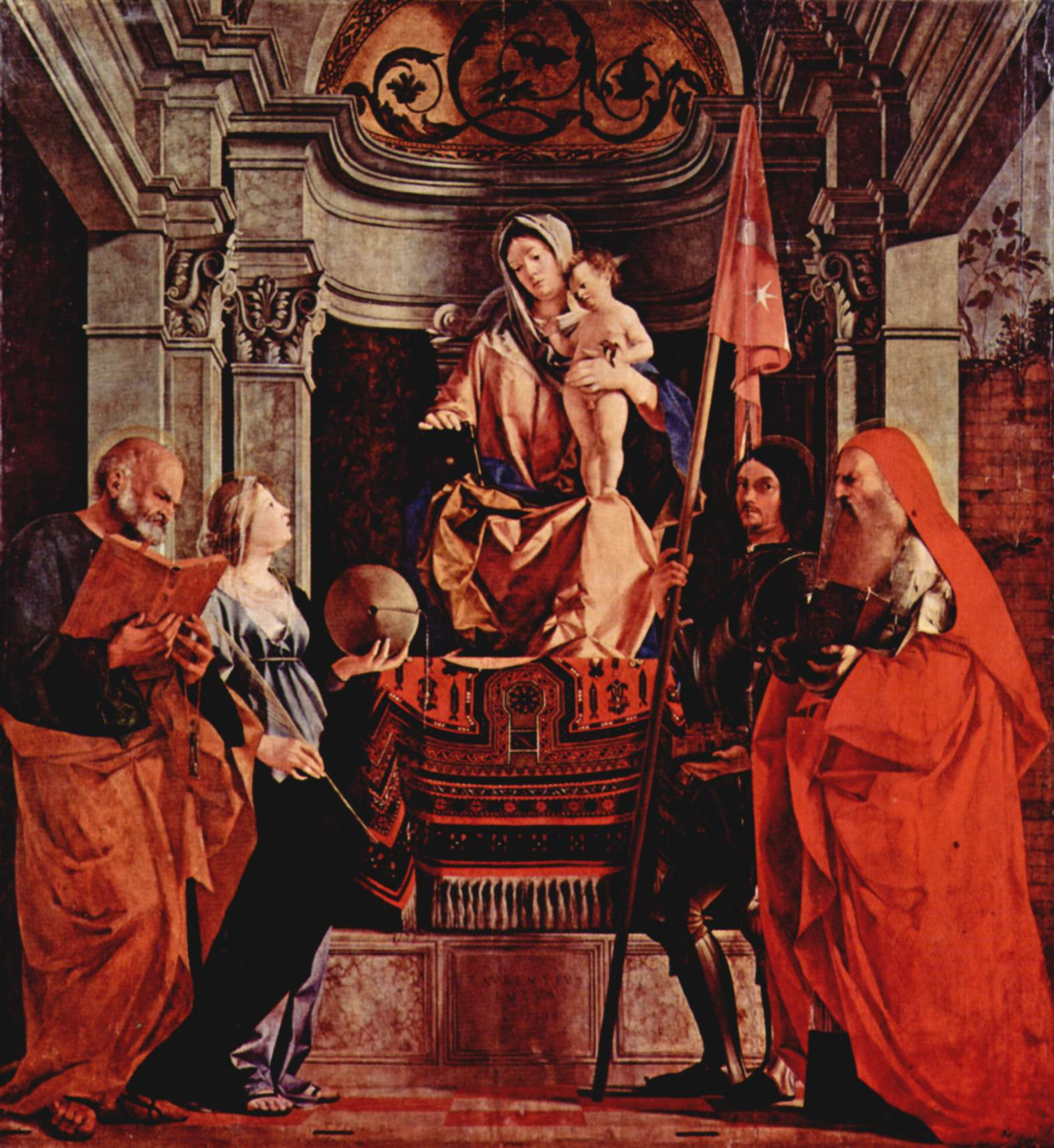
Lorenzo Lotto, Vierge Marie, saint Pierre, Christine de Tyr, saint Libéral et saint Jérôme.
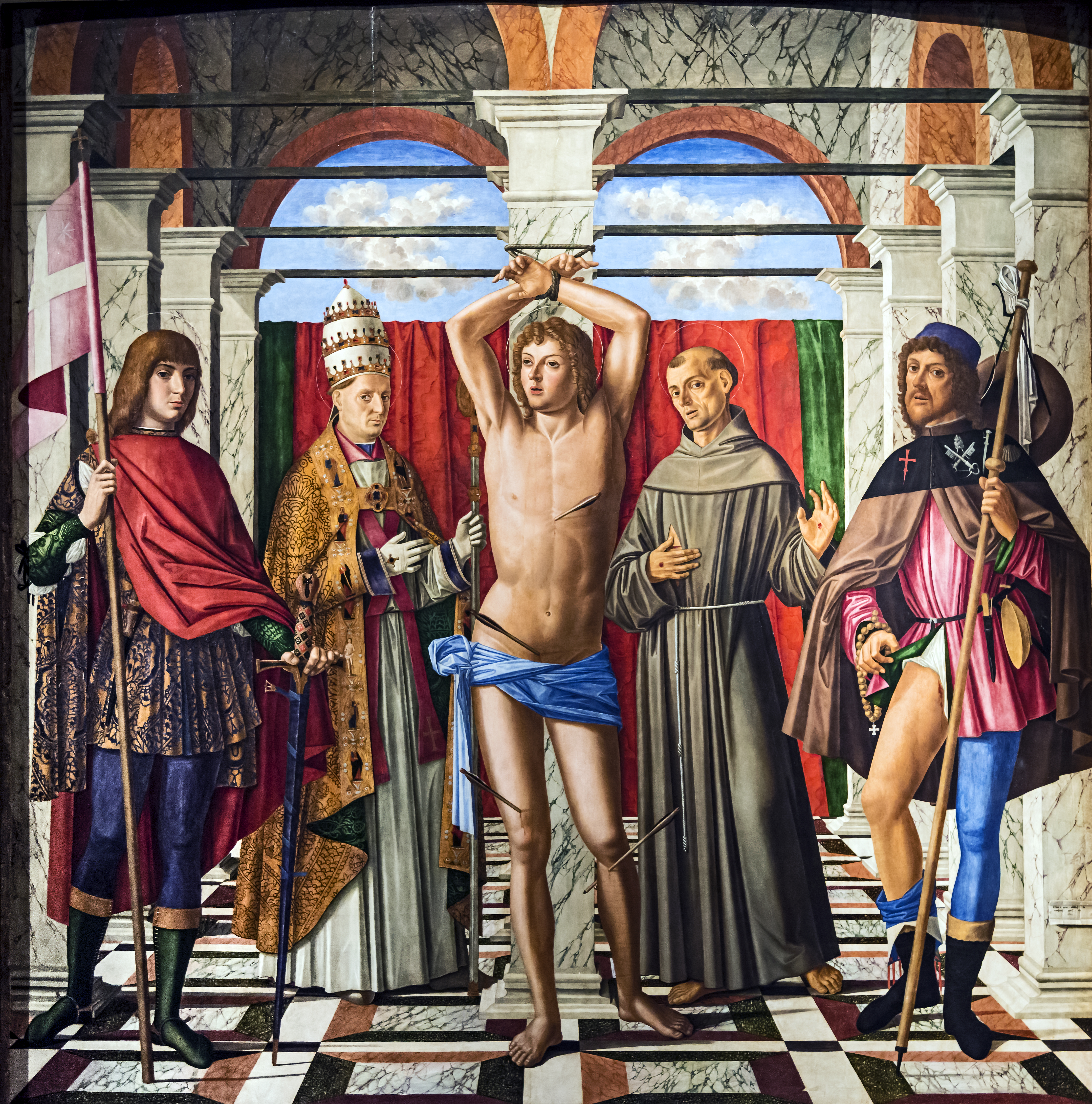
Par Giovanni Mansueti, Galeries de l'Académie de Venise.
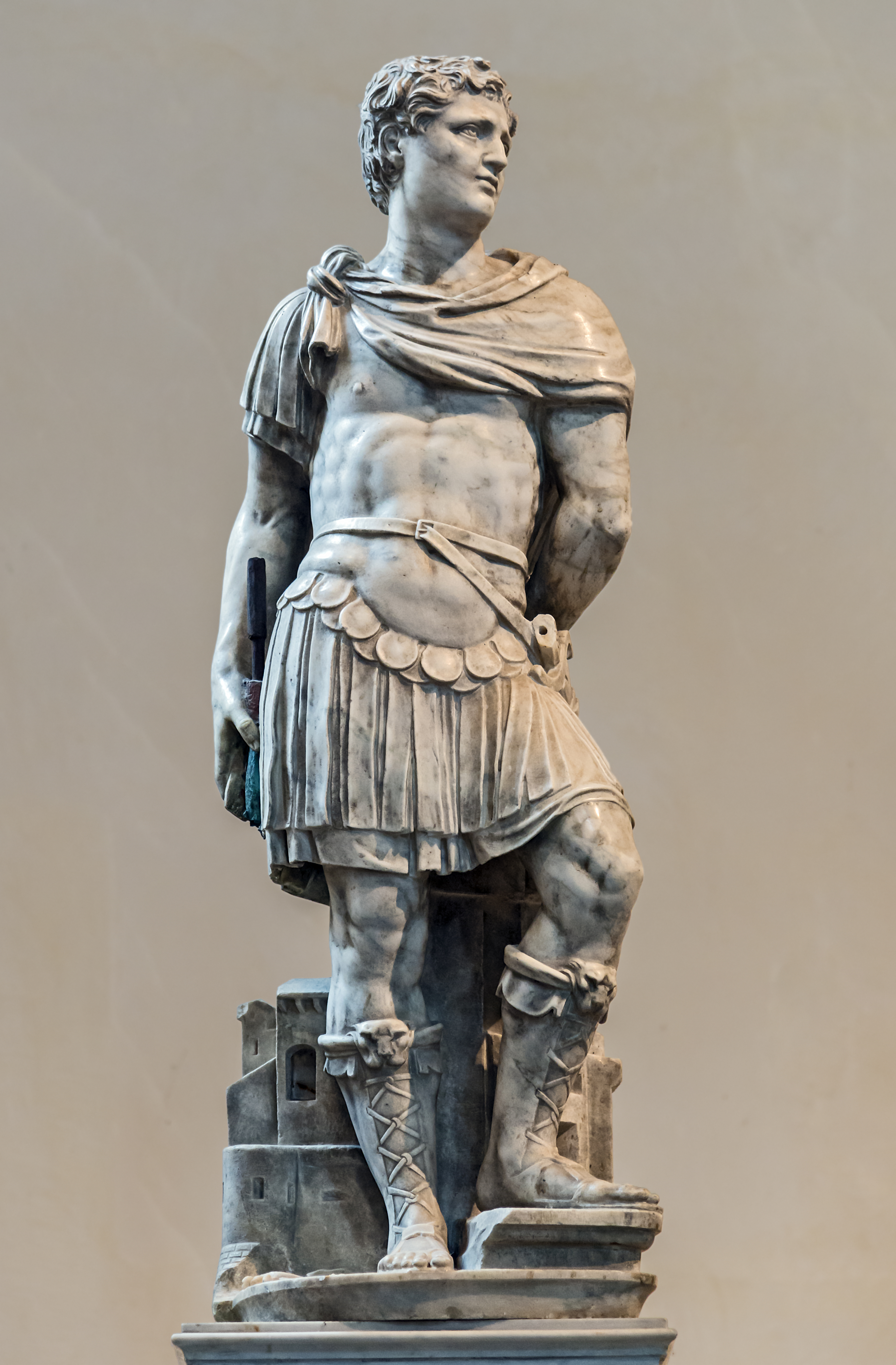
Cathédrale de Trévise, statue en marbre de Libéral d'Altino, XVIe siècle.
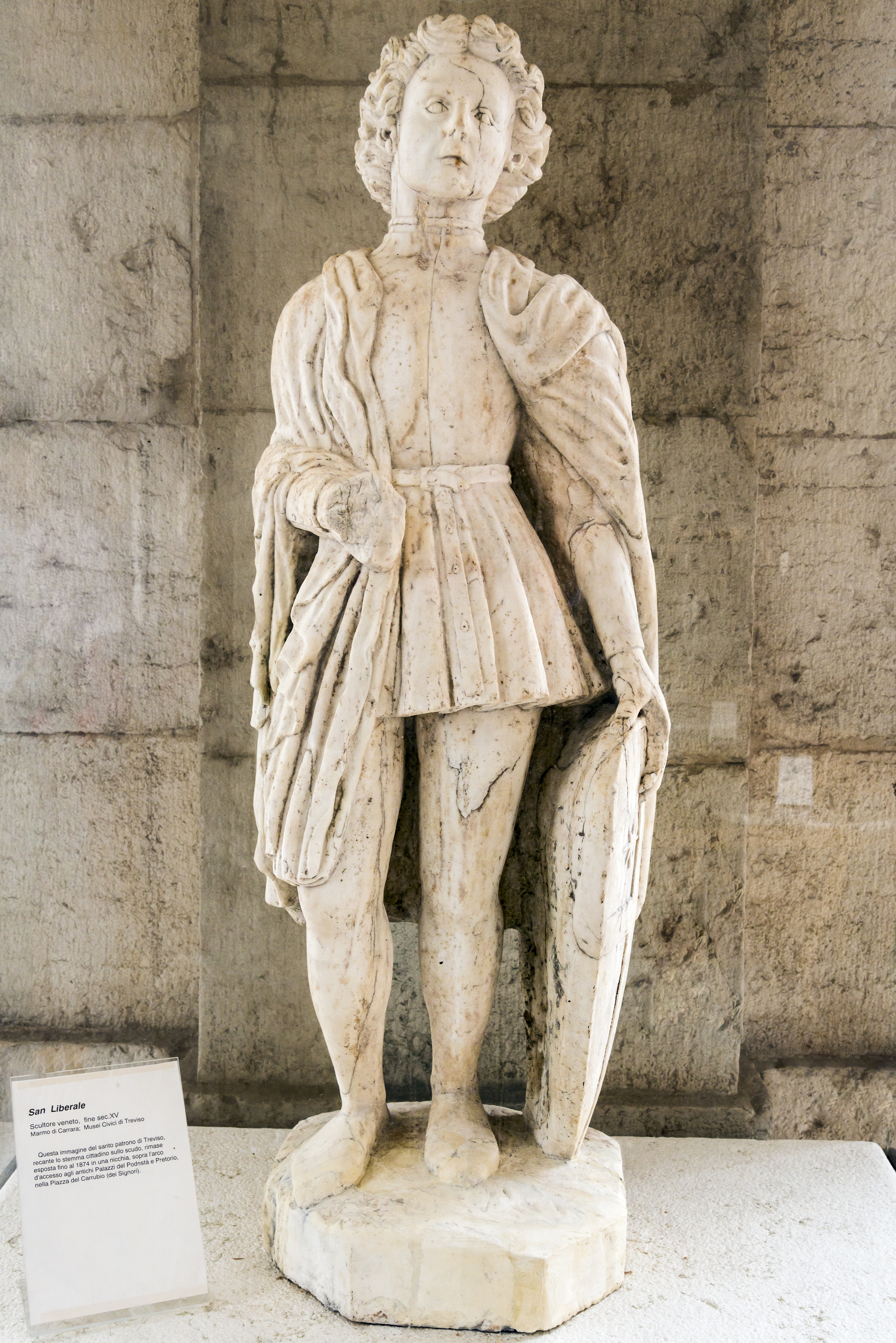
Musée civique de Trévise (it), statue du XVe siècle.